# Djordje Stevanović
Đorđe Stevanović (Banovici, 9 februari 1982) is een voormalige Bosnische handbalspeler en sinds 2018 trainer/coach van het tweede team van Aalsmeer.